# Giant Bomb
『Giant Bomb』（ジャイアントボム）は、GameSpotで編集者をしていたジェフ・ガーツマンとライアン・デイヴィスによって設立された、動画、解説、ニュース、批評を含む、アメリカのコンピュータゲームのウェブサイト及びウィキ。

## 主な特徴
Giant Bombによる解説コンテンツは、ユーモラスで面白いことを目指して制作された動画に焦点を当てており、従来のニュースや批評のウェブサイトより軽くてゆとりがあると説明されている。